# Richard Vahrenkamp
Richard Vahrenkamp (geboren am 19. November 1946 in Osnabrück) ist ein deutscher Wirtschaftswissenschaftler und Logistik-Experte. Er ist emeritierter Professor für Produktionswirtschaft und Logistik der Universität Kassel.

## Leben
Vahrenkamp erwarb die Hochschulreife 1966 am Ratsgymnasium Osnabrück und studierte Mathematik und Wirtschaftswissenschaften an der Georg-August-Universität Göttingen und der Ruprecht-Karls-Universität Heidelberg. An der Universität Karlsruhe (TH) wurde er 1974 mit einer Arbeit über Kegelhomogene Abbildungen und kegelbalanciertes Wachstum promoviert und habilitierte sich 1978 mit einer Schrift über Wachstumsprozesse in linearen Technologien. Von 1977 bis 1981 folgte eine Projekttätigkeit zur Innovationsforschung im Institut für angewandte Systemanalyse im Forschungszentrum Karlsruhe. 1981 wurde er Professor für Operations Research, Logistik und Produktionswirtschaft an der Gesamthochschule Kassel und 1998 Professor für Produktionswirtschaft und Logistik am Fachbereich Wirtschaftswissenschaften der Gesamthochschule Kassel (heute Universität Kassel).
Er ist Mitglied der Wissenschaftlichen Kommission Logistik im Verband der Hochschullehrer für Betriebswirtschaft, Mitherausgeber der Zeitschrift Logistik Management und Sprecher der Regionalarbeitsgruppe Kassel der Deutschen Gesellschaft für Logistik.
Vahrenkamp trat durch zahlreiche Veröffentlichungen auf dem Gebiet der mathematischen Optimierung, Logistik und Produktionswirtschaft hervor. In umfangreichen Studien zur Wirtschaftsgeschichte untersuchte er die Geschichte des Autobahnbaus und der Logistikdienstleister in den 1920er und 1930er Jahren oder die Entwicklung des Taylorismus im 19. und 20. Jahrhundert bis zur Hochleistungslogistik des 21. Jahrhunderts. In dem von ihm mitherausgegebenen Band zur Wiener Moderne widmet er sich darüber hinaus der kulturellen und informationstechnischen Entwicklung zu Beginn des 20. Jahrhunderts.
Seine Expertise als Logistik-Experte ist auch in den Medien gefragt,
beispielsweise bei der Debatte über das Nachtflugverbot am Flughafen Frankfurt Main.
Vahrenkamp ist in Berlin als Logistikberater und als Lehrbeauftragter der Hochschule für Wirtschaft und Recht Berlin tätig.

## Veröffentlichungen (Auswahl)
- Mathematical Management – Operations Research in the United States and Western Europe, 1945 – 1990. In: Management Revue – Socio-Economic Studies. Band 34, Nr. 1, 2023, S. 69–91, doi:10.5771/0935-9915-2023-1-69.
- Mit Herbert Kotzab: Logistikwissen kompakt. Mitarbeit von Christoph Siepermann. De Gruyter Oldenbourg, Berlin 2017, 8. Auflage, ISBN 978-3-11-047345-2
- Die erste Informationsexplosion: Die Rolle der Lochkartentechnik bei der Bürorationalisierung in Deutschland 1910 bis 1939. In: Technikgeschichte Bd. 84/3, 2017, S. 209–242; Langfassung online (PDF).
- Mit Dirk Mattfeld: Logistiknetzwerke: Modelle für Standortwahl und Tourenplanung. 2. aktualisierte und überarb. Aufl., Springer Gabler, München 2014, ISBN 978-3-8349-2269-4.
- Mit Herbert Kotzab: Logistik: Management und Strategien. Unter Mitarb. von Christoph Siepermann, 7. überarb. und erw. Aufl., Oldenbourg, München 2012, ISBN 978-3-486-70579-9.
- Die logistische Revolution: der Aufstieg der Logistik in der Massenkonsumgesellschaft. Campus-Verlag, Frankfurt/M. New York 2011, ISBN 978-3-593-39215-8[11]
- The German autobahn 1920–1945: Hafraba visions and mega projects. Eul, Lohmar Köln 2010, ISBN 978-3-89936-940-3.
- Von Taylor zu Toyota: Rationalisierungsdebatten im 20. Jahrhundert. Eul, Lohmar Köln 2010, ISBN 978-3-89936-983-0.
- Produktionsmanagement. Unter Mitarb. von Christoph Siepermann, 6. überarb. Aufl., Oldenbourg, München 2008, ISBN 978-3-486-58784-5.
- Autobahnbau in Hessen bis 1943. Hessisches Wirtschaftsarchiv, Darmstadt 2007, ISBN 978-3-9804506-6-9.
- Mit Jürgen Nautz (Hrsg.): Die Wiener Jahrhundertwende: Einflüsse, Umwelt, Wirkungen. Böhlau, Wien u. a. 1993; 2. Aufl. 1996, ISBN 3-205-98536-2[12]
- Produktions- und Logistikmanagement. Oldenbourg, München Wien 1994, ISBN 978-3-486-22455-9.
- Wachstumsprozesse in linearen Technologien. Habil. Univ. Karlsruhe 1978, Hain, Königstein/Ts. 1980, ISBN 978-3-445-01963-9.
- Kegelhomogene Abbildungen und kegelbalanciertes Wachstum. Diss. Univ. Karlsruhe 1974.

## Belege
1. 1 2  Christoph Siepermann, Michael Eley (Hrsg.): Logistik – gestern, heute, morgen. Festschrift für Richard Vahrenkamp zur Vollendung des 65. Lebensjahres, Berlin 2011, S. 7 f.
2. ↑  Prof. Dr. Richard Vahrenkamp, Gabler Wirtschaftslexikon
3. ↑  Curriculum Vitae, Institut für Betriebswirtschaftslehre, Universität Kassel
4. ↑  Karl-Eugen Kurrer und Stefan Poser: Flugzeugindustrie als Entstehungsort maschinellen Rechnens 1944-1955. Vortragsankündigung. Verein Deutscher Ingenieure (VDI) Bezirksverein Berlin-Brandenburg, Arbeitskreis Technikgeschichte, 17. Januar 2019, abgerufen am 7. Januar 2019.
5. 1 2  Richard Vahrenkamp: Gastbeiträge: Fraport muss schrumpfen, Frankfurter Rundschau, 5. März 2015
6. ↑  Peter Neumann: Warentransport: Berliner Wirtschaftsverkehr im Stress, Der Tagesspiegel, 23. Juni 2015
7. ↑  Sven Felix Kellerhoff: Zweiter Weltkrieg – Luftkrieg: „Bahnhöfe bombardieren wäre die Lösung gewesen“, Interview mit Richard Vahrenkamp, Die Welt, 18. Juli 2014
8. ↑  Nachtflugverbot über Frankfurt/Main: Gute Nacht für den Wirtschaftsstandort? Interview mit Richard Vahrenkamp, Detektor.fm, 4. April 2012
9. ↑  Luftfracht: Nachtflüge ab Frankfurt/Hahn? Experte Prof. Vahrenkamp will Frachtflüge in den Hunsrück verlagern. Logistik Heute, 2. November 2011
10. ↑  Vahrenkamp, Richard, Hochschule für Wirtschaft und Recht Berlin
11. ↑  Monika Dommann: Rezension zu: Vahrenkamp, Richard: Die logistische Revolution. Der Aufstieg der Logistik in der Massenkonsumgesellschaft. Frankfurt am Main 2011, in: H-Soz-Kult, 24. Oktober 2012; online
12. ↑  Klaus Lichtblau: Rezension zu: Jürgen Nautz / Richard Vahrenkamp (Hrsg.): Die Wiener Jahrhundertwende. Einflüsse – Umwelt – Wirkungen. Böhlau, WienKöWGraz 1993. In: Sociologia Internationalis 33 (1995), S. 116–119; online

| Personendaten    | Personendaten                                             |
| ---------------- | --------------------------------------------------------- |
| NAME             | Vahrenkamp, Richard                                       |
| KURZBESCHREIBUNG | deutscher Wirtschaftswissenschaftler und Logistik-Experte |
| GEBURTSDATUM     | 19. November 1946                                         |
| GEBURTSORT       | Osnabrück                                                 |